# Eviota bifasciata
Eviota bifasciata är en fiskart som beskrevs av Lachner och Karnella, 1980. Eviota bifasciata ingår i släktet Eviota och familjen smörbultsfiskar. Inga underarter finns listade i Catalogue of Life.